# Hanneliese Kreißl-Wurth
Hanneliese Kreißl-Wurth (* 1948 in Mondsee) ist eine österreichische Textdichterin, Komponistin und Produzentin im Bereich der volkstümlichen Musik und des deutschen Schlagers.

## Leben
Johanna Luise Elisabeth Julia Wurth wurde als Tochter eines Big-Band-Leaders und einer Sängerin während einer Tournee in Mondsee geboren. Sie wuchs in Braunau am Inn auf, absolvierte vier Klassen Gymnasium und die Handelsakademie, an der sie mit Auszeichnung maturierte. Nach acht Jahren Klavierunterricht studierte sie Harmonielehre am Linzer Brucknerkonservatorium. Ein Studium der Kunststofftechnik an der Technischen Hochschule Wien beendete sie auf Grund einer Schwangerschaft nicht.
Jahrelang war Kreißl-Wurth als Geschäftsführerin im elterlichen Schwimmbad- und Saunabetrieb tätig. Seit 1986 ist sie im Musikgeschäft. Ihr erster auf Platte erschienener Titel war das Lied In Linz beginnt’s, das sie für die Linzer Buam (Leitung Edi Matzer) geschrieben hat. Im Jahr 2005 veröffentlichte sie den Roman Griechischer Salat, eine autobiographische Geschichte eines pannenreichen Urlaubs auf der Insel Rhodos.
Von 2014 bis 2018 war Kreißl-Wurth für das Team Stronach Mitglied des ORF-Publikumsrates.
Hanneliese Kreißl-Wurth ist Mutter von vier Kindern, darunter Johannes Kreißl, mit dem sie auch musikalisch zusammenarbeitet. Ihre Enkelin Marie-Sophie Kreissl, Künstlername Kaleen, vertritt Österreich beim Eurovision Song Contest 2024.

## Werke
Hanneliese Kreißl-Wurth verfasste mehr als 2000 Lieder, darunter Hits wie A richtiger Mann (Tiroler Nachtigalln, 1988), Steirermen san very good (Die Stoakogler, 1992), Du bist a so a lieber Kerl (Die Zillertaler, 1992), Die Leut' am Land (Die Alpenrebellen, 1994), Hoamweh (Die Zillertaler, 1996), Auf das Leben (Rahel Tarelli, 2003), Ganz egal (Rahel Tarelli, 2004), Alles klar, wunderbar (Manuela Fellner, 2004), Grand Prix (Die Schneehuhnjäger, 2005), Siebzehn Sommer (Claudia & Alexx, 2006), Da bei uns (Die Fehringer, 2006), Die Zeit mit Dir (Marcel Schweizer und Regina Engel, 2007), Mama, danke (Claudia & Alexx, 2009), A Bass, a Gitarr und a Ziehharmonika (Die jungen Paldauer), Ein Lied für die Welt (Pläuschler, Marcel Schweizer und Regina Engel, 2010), Lass uns das Heute genießen (Marleen), Das nenn ich Glück (Liane) und So hat des mei' Vater g'macht (Arno Adler). Sie wurden unter anderem von folgenden Künstlern interpretiert:
| - Alpenland Sepp - Alpentrio Tirol - Astrid Harzbecker - Babsi - Brigitte Träger - Claudia und Alexx - Claus Marcus - Die Alpenrebellen - Die Aufgeiger - Die Edlseer - Die Fehinger - Die Feldberger - Die Gschwandner - Die jungen Zillertaler - Die Klostertaler - Die Krieglacher - Die Mooskirchner | - Die Psayrer - Die Schmidinger - Die Schneehuhnjäger - Die Seer - Die Stoakogler - Die Trenkwalder - Die Zillertaler - Donautal-Duo - Doris Greimel - Eberhard Hertel - Edith Prock - Genussklang-Projekt - Georges Dimou - Géraldine Olivier - Gitte und Klaus - Grazer Spatzen - Günther Berg | - Hansl Krönauer - Harry Prünster - Helga Gruber - Herzbluat - Jazz Gitti - Joesi Prokopetz - Karl Moik - Kärntner Doppelsextett - Leo Walch - Linzer Buam - Lydia Huber - Manuel Hartweger - Manuela Fellner - Marc Pircher - Marcel Schweizer - Marianne & Michael - Marlena Martinelli | - Marmorstein - Max Lechner - Mürztaler Musikanten - Naabtal Duo - Rahel Tarelli - Regina Engel - Roman Saxxinger - Roberto Blanco - Romy - Sigrid & Marina - Stefan Moll - Südtiroler Spitzbuam - Tiroler Nachtigalln - Uschi Bauer - Vanessa Glück - Wolfgang Edenharder - Zellberg Buam - Zillertaler Haderlumpen |

Zwischen 1986 und 2010 nahm sie mit insgesamt 17 unterschiedlichen Kompositionen am Grand Prix der Volksmusik teil.
Das von Joesi Prokopetz interpretierte Lied I lod o do wurde 2006 in einer Kampagne der Wirtschaftskammer Österreich eingesetzt.